# 莱梅 (萨尔特省)
莱梅（法語：Les Mées，法語發音：[le me]）是法国萨尔特省的一个市镇，属于马梅尔斯区。

## 地理
莱梅（48°18'51"N, 0°13'54"E）面积6.8 平方千米，位于法国卢瓦尔河地区大区萨尔特省，该省份为法国西北部内陆省份，北起顺时针与奥恩省、厄尔-卢瓦省、卢瓦-谢尔省、安德尔-卢瓦尔省、曼恩-卢瓦尔省和马耶讷省接壤，是法国大西部的入口，连接卢瓦尔河谷、布列塔尼和巴黎盆地。
与莱梅接壤的市镇（或旧市镇、城区）包括：圣雷米迪瓦勒、图瓦涅、图瓦雷苏孔唐索尔、库尔甘、卢维尼。

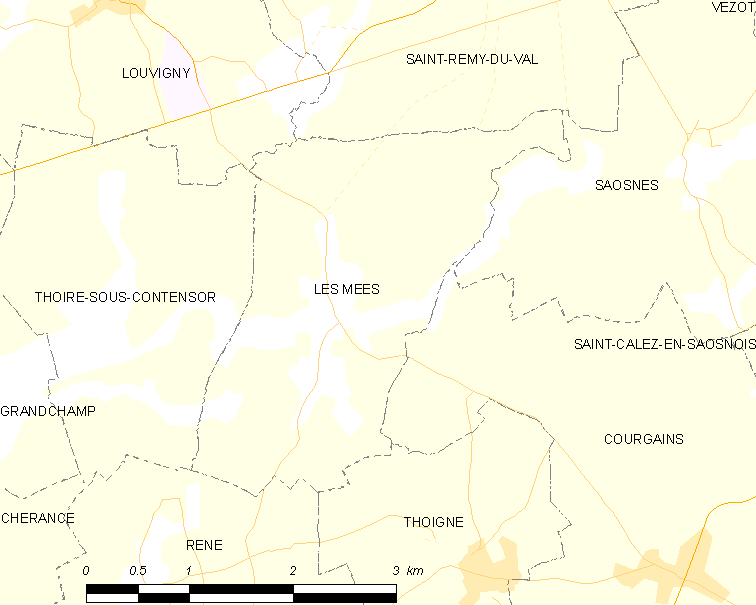
的OSM定位图

莱梅的时区为UTC+01:00、UTC+02:00（夏令时）。

## 行政
莱梅的邮政编码为72260，INSEE市镇编码为72192。

## 政治
莱梅所属的省级选区为马梅尔斯县。

## 人口

1962-2008年间人口变化图示

莱梅于2022年1月1日时的人口数量为105人。